# Nitro Express

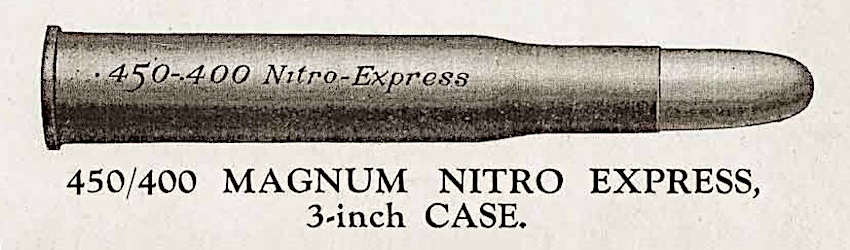

Nitro Express (NE) é a designação de uma série de cartuchos usados em rifles de grosso calibre para caça, também conhecidos coloquialmente como "elephant gun" ("armas para elefantes") ou "rifles express", mas mais tarde passou a incluir cartuchos britânicos de calibre menor de alta velocidade (para a época).

## Nome
O termo "Express" foi cunhado por James Purdey em 1856, derivado do trem expresso, para divulgar a velocidade da bala de seus rifles duplos e tornou-se linguagem comum para muitos cartuchos de rifle. O acréscimo da palavra "Nitro" decorreu do propelente utilizado nesses cartuchos, a cordite, que é composta por nitrocelulose e nitroglicerina.

## Evolução

### Desenvolvimento inicial
O lançamento do .450 Nitro Express pela John Rigby & Company em 1898 marcou o início do cartucho moderno para caça maior. Criado a partir do já popular .450 Black Powder Express carregado com cordite, o ".450 NE" era um cartucho rápido e preciso capaz de abater todas as caças maiores africanas e indianas.

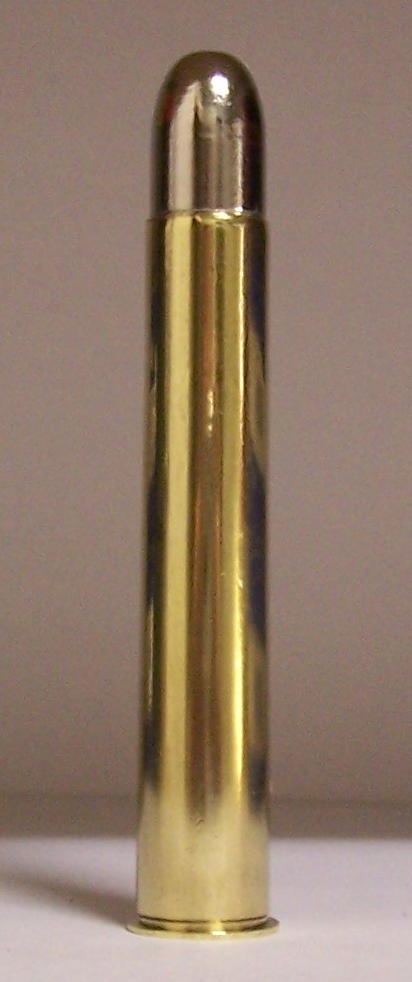
O .500 Nitro Express.

Os problemas iniciais de extração com o .450 NE foram o catalisador para a Holland & Holland desenvolver o .500/450 Nitro Express e a Eley Brothers o .450 No 2 Nitro Express, ambos com balística e desempenho muito semelhantes ao original. A Rigby logo resolveu os problemas com o .450 NE, que rapidamente se tornou o cartucho padrão usado nas colônias africanas da Grã-Bretanha e na Índia.
Com o sucesso do .450 NE, várias pessoas (não está claro quem) decidiram seguir o exemplo da Rigby e carregar os antigos cartuchos .450/400 Black Powder Express, .500 Black Powder Express e .577 Black Powder Express com cordite, criando o .450/400 Nitro Express, .500 Nitro Express e .577 Nitro Express, os dois últimos oferecendo maior potência do que os .450s à custa de maior peso e recuo do rifle. Em 1903, a Jeffery & Co decidiu superar todos eles, criando o .600 Nitro Express, o cartucho esportivo mais potente disponível comercialmente por mais de meio século.
Embora mais potentes, os rifles .500, .577 e .600 NE eram todos pesados demais para o uso diário e continuaram sendo ferramentas especializadas para o caçador profissional, os .450 continuaram sendo os mais populares, mas os eventos políticos logo mudariam isso.

### Banimento britanico em 1907
No final da década de 1890, o Império Britânico enfrentava uma série de insurreições internas na Índia e no Sudão, e o rifle .577/450 Martini–Henry era a arma de fogo mais amplamente distribuída nas mãos das forças anti-britânicas. Em 1907, o Exército Britânico proibiu a importação de todos os rifles esportivos calibre .450 e munições para a Índia e a África Oriental, os dois principais destinos para os rifles .450 NE e munições. Embora os cartuchos .450 não pudessem ser carregados em um rifle Martini–Henry, temia-se que as balas pudessem ser retiradas e usadas para recarregar cartuchos .577/.450 deflagrados.
O que resultou em uma corrida dos fabricantes de rifles e munições britânicos para desenvolver um substituto, a Holland & Holland criou o .500/465 Nitro Express, Joseph Lang o .470 Nitro Express, uma empresa não identificada, o .475 Nitro Express, a Eley Brothers, o .475 No 2 Nitro Express e a Westley Richards, o .476 Nitro Express, com o .470 NE se tornando o mais popular.

### Ascensão do Mauser
Em 1899, Rigby abordou os engenheiros da Mauser para fazer uma Gewehr 98 por ação de ferrolho especial para lidar com seu .400/350 Nitro Express. A introdução deste rifle em 1900 foi o nascimento da ação de ferrolho de comprimento magnum, pavimentando o caminho para cartuchos como o .375 H&H e .416 Rigby.
O termo Nitro Express também passou a ser aplicado a muitos desses cartuchos sem aro.

## Cartuchos Nitro Express
- .240 Belted Nitro Express
- .240 Flanged Nitro Express
- .242 Rimless Nitro Express
- .26 Rimless Nitro Express
- .280 Flanged Nitro Express
- .280 Jeffery Rimless Nitro Express
- .303 British Rimmed Nitro Express
- .318 Rimless Nitro Express
- .333 Rimless Nitro Express
- .333 Flanged Nitro Express
- .350 Rigby Nitro Express
- .400/350 Nitro Express
- .360 Nitro Express
- .360 No 2 Nitro Express
- .400/360 Nitro Express
- .369 Nitro Express
- .375 Belted Rimless Nitro Express
- .375 Flanged Nitro Express
- .400/375 Belted Nitro Express
- .400 Jeffery Nitro Express
- .450/400 Nitro Express
- .404 Rimless Nitro Express
- .450 Nitro Express
- .450 No 2 Nitro Express
- .500/450 Nitro Express
- .500/465 Nitro Express
- .470 Nitro Express
- .475 Nitro Express
- .475 No 2 Nitro Express
- .476 Nitro Express
- .500 Nitro Express
- .500 Jeffery Nitro Express
- .505 Rimless Nitro Express
- .577/500 Nitro Express
- .510 Nitro Express
- .577 Nitro Express
- .600/577 Rewa Nitro Express
- .600 Nitro Express
- .700 Nitro Express